# 擁抱大白熊
《擁抱大白熊》是王小棣導演於2004年所拍攝的一部描寫親子關係的电影，以生活上的小事情，探討現代家庭的疏離感。片中小孩的舉動天真爛漫，充滿不少溫馨的場面，能讓人會心一笑，但也以不少情節敘述小孩孤單寂寞時的反應與神情，令人為之動容。

## 故事內容
出生在冰原上的小熊在兩年之後，就必須離開母熊，強迫長大。而牠在夜深人靜之時，總會想起當初媽媽溫暖的懷抱。
趙大軍功課不好，父母離婚，爸爸很忙，所以請了怡芬表姊來照顧他，他和他表姊常吵架，因為他並不需要她。
大軍唯一的願望只是希望有錢買無數張飛機票，媽媽飛到哪，他就跟去那。他房間裡擺了很多鬧鐘，代表世界各地的時間，為的就是知道媽媽現在的作息；而怡芬則是為了存錢跟同學合買那隻抱起來一定很舒服的大白熊，才代替姨丈照顧大軍。怡芬花了很多心力照顧大軍，把阿嬤、大軍爸爸的女朋友全叫去大軍的電子琴教學課程，可是大軍毫不領情，甚至還發脾氣。上次大軍的媽媽在家中待了一下就走，醒來的大軍看到身旁的是怡芬表姊，她反成了代罪羔羊。大軍平常會打她、罵她、咬她，甚至還不小心拉肚子大便在她的衣服上，大軍某次路上帶回來的朋友還嘲笑她的身材，偷摸她的胸部，怡芬的媽媽不知道一個十歲的小孩有多可怕，只會勸她多忍耐，有錢賺有地方吃住有什麼不好。
雖然他們兩有如冤家般，但最了解自己的還是對方。
怡芬知道大軍的功課不行，老師說要多培養課外的興趣，所以她鼓勵大軍好好照顧他的小動物，也知道如果他發生了什麼事情，那些動物要送給誰。唯一會接他下課的只有她，在家陪他的也是她；大軍則是在怡芬她好朋友打來說不合買大白熊，已經把錢跟男友花掉時，幫她出了一口氣，臭罵了怡芬她朋友一頓，甚至還要幫表姊出錢。他們的關係就這樣維持在巧妙的平衡點上。
大軍的爸爸擔心大軍的未來，決定將他送到美國，接受良好的教育，與他高學歷的姑姑跟姑丈同住，還告訴他媽媽要結婚了。因此才引出了這起假綁架事件，大軍傳簡訊給他媽媽，完美的用了課堂上回答不出來的「不管」造句要媽媽不管在哪都要回電，可是當時正在試穿婚紗的媽媽並沒有心情玩這兒戲，她只在乎她的裝扮。
最後大軍唸了那個咒語，蠶寶寶化為一道道綠色光芒消失，只有表姊注意到，也隱約想到他可能在的地方。
故事結尾大家在大白熊的懷裡找到他，他不知怎麼穿透玻璃，迷糊之間問媽媽知不知道「不管」的意思，不管就是無論如何。後來，他買了那隻大白熊送給表姊。
那年夏天，台北下了一場雪。

## 主要角色
- 趙大軍：陳冠伯飾演。父母雖然離異，卻依然很有精神，是一位天真活潑的小學生。看似調皮搗蛋，其實心思細密，是聰明的小孩子。
- 王怡芬：洪顥瑄飾演。她是趙大軍的高中表姊，為了買櫃窗中的大白熊，很不甘願的照顧大軍，表面上跟大軍合不來，但因同樣不喜歡大人的種種行為，而與大軍漸漸產生了一種患難之情，當成家人。
- 趙立成：汪建民飾演。他是大軍的爸爸，想要照顧大軍卻心有餘而力不足，才請了怡芬幫忙，對大軍還不錯，有空的時候會陪他玩，有時候很嚴厲，以自己的方式希望大軍茁壯成長，卻忽略了大軍真正想要的東西。
- 方勤：陳湘琪飾演。她是大軍的媽媽，是一位空姐，平常跟大軍根本沒時間見面，因此大軍很珍惜與她久久一次的相處機會，但她交了一位新男友，一心只想著他。
- 丁小婷：周幼婷飾演。她是一位明星，大軍爸爸的女朋友，關心大軍可是不被他認可，是個戲份不多的角色。
- 怡芬母：陳季霞飾演。家裡的工作繁忙，又有些重男輕女，老是認為青春期的怡芬不懂得為家中著想，維持家計，對於怡芬，只是一味責備，無法了解怡芬的感受。
- 陳梵：黃安琪飾演。大軍的朋友，是一位女生，跟大軍同班也一起上電子琴課，她們家是大軍家庭的對照組，擁有平凡的小幸福。會跟媽媽說悄悄話，父母會答應她的要求，每次在一起大軍總是對她和她們家很好奇。

## 參展及得獎記錄
- 參展：
  - 加拿大溫哥華電影節
  - 韓國釜山電影節
- 入圍： 
  - 第41屆金馬獎最佳原著劇本獎（黃黎明、王小棣）
  - 第5屆華語電影傳媒大獎最佳男主角獎（陳冠伯）、最佳新人獎（陳冠伯）
- 得獎：
  - 第41屆金馬獎最佳新人獎（洪顥瑄）
  - 第5屆華語電影傳媒大獎最佳編劇獎（黃黎明、王小棣）、最佳新人獎（洪顥瑄）